# Граф Робертсона — Вегнера
Граф Робертсона — Вегнера — 5-регулярный неориентированный граф с 30 вершинами и 75 рёбрами, названный именами Нейла Робертсона и Дж. Вегнера.
Граф является одной из четырёх (5,5)-клеток, другие три — клетка Фостера, граф Мерингера и граф Вонга.
Граф имеет хроматическое число 4, диаметр 3 и он вершинно 5-связен.

## Алгебраические свойства
Характеристический многочлен графа Робертсона — Вегнера равен
{\displaystyle (x-5)(x-2)^{8}(x+1)(x+3)^{4}(x^{4}+2x^{3}-4x^{2}-5x+5)^{2}(x^{4}+2x^{3}-6x^{2}-7x+11)^{2}.}